# میلاد علوی
میلاد علوی خبرنگار ایرانی است که در روزنامه شرق فعالیت می‌کند. او پس از حضور در دادسرای زندان اوین در ۱۱ دی در جریان خیزش ۱۴۰۱ ایران بازداشت شد.

## زندگی
میلاد علوی خبرنگار بخش سیاسی روزنامه شرق بود. علوی در طول اعتراضات سال ۱۴۰۱ در ایران، مصاحبه‌هایی را با خانوادگان بازداشت‌شدگان این اعتراضات داشت.

## بازداشت و محدودیت‌ها
- ۱۴۰۱: علوی در ۱۱ دی ۱۴۰۱، به دادسرای اوین برای ارائه توضیحات احضار شده بود که پس از مراجعه به دادسرا، بازداشت شد.[۲] پیش از آن مأموران امنیتی در ۲۲ آذر با حضور در منزل او، لپ‌تاپ و گوشی تلفن همراهش را ضبط کرده بودند.[۴][۵][۶][۷][۸] پدر میلاد علوی به دلیل فشار عصبی ناشی از بازداشت فرزندش به دلیل سکته قلبی در بیمارستان بستری شد.[۹][۱۰] چند روز بعد در ۲۶ دی ۱۴۰۱، میلاد علوی با قید وثیقه از زندان آزاد شد.[۱۱] او در توئیتی اعلام کرد که در ۲۵ بهمن همان سال به دادسرا اوین رفته و با امضای تعهدنامه، مشمول عفو شده‌است و خبر داد که پرونده او بسته شده‌است.[۱۲]
- ۱۴۰۲: در تاریخ ششم آبان‌ماه و ساعاتی پس از اعلام درگذشت آرمیتا گراوند، خبرگزاری قوه‌قضاییه جمهوری اسلامی اعلام کرد که دادستان تهران، علیه علیه میلاد علوی و چند شخص دیگر اعلام جرم کرده‌است.[۱۳] او در آن روز دربارهٔ محدودیت‌های اطلاع‌رسانی پیرامون حادثه درگذشت گراوند از سوی حکومت، انتقاداتی مطرح کرده بود.[۱۴]
- ۱۴۰۳: پس از انتشار ویدیویی از شعارهای اعتراضی مردم در واکنش به حکم اعدام توماج صالحی در صفحه توییتر، دادستانی تهران علیه این روزنامه‌نگار اعلام جرم کرد.[۱۵]